# Eragrostis guianensis
Eragrostis guianensis är en gräsart som beskrevs av Albert Spear Hitchcock. Eragrostis guianensis ingår i släktet kärleksgrässläktet, och familjen gräs. Inga underarter finns listade i Catalogue of Life.